# Probino (patriarca di Aquileia)
Probino (in latino Probinus; ... – Grado, 570) è stato patriarca di Aquileia dal 569 al 570.
Probino fu il successore di Paolino I e, come il predecessore, mantenne la sede del Patriarcato a Grado per sfuggire alla invasione longobarda e cercare protezione nelle terre bizantine.
Restò in carica solo un anno ed otto mesi e morì a Grado.